# Sobí jezero
Sobí jezero (anglicky Reindeer Lake) je jezero na hranici provincií Manitoba a Saskatchewan v Kanadě. Nachází se v centrální části Laurentinské vysočiny. Jméno zřejmě získalo překladem algonkinského názvu. Je to druhé největší jezero v Saskatchewanu a deváté největší v Kanadě. Má rozlohu 6300 km². Dosahuje maximální hloubky 219 m. Leží v nadmořské výšce 340 m. Kotlina jezera je ledovcového původu.

## Geografie
Sobí jezero má velice členité pobřeží a obsahuje množství malých ostrovů. Ústí na jihu, skrze Sobí řeku a kontrolovaný umělý přeliv. Vodu odtékající z jezera reguluje přehradní hráz Whitesand Dam. Na východním břehu se nalézá osada Kinoosao, u severního konce Brochet a u jižního konce Southend a záliv Deep Bay, který měří 5 km (3 míle) na šířku a je 220 m (720 stop) hluboký, překrývající tzv. astroblém, nejspíše dopadovou strukturu, vytvořenou zhruba před 100 až 140 milióny lety. Je pravděpodobně místem dopadu velkého meteoritu. Zálivu je připisována také pověst, že v něm žije tvor, který stahuje zvířata v zimě skrz led do hlubin.

## Vodní režim
Z jezera odtéká Sobí řeka, přítok řeky Churchill, která teče do Hudsonova zálivu.

## Rozvoj
Několik dávných průzkumníků včetně Davida Thompsona sice přes něj cestovalo, avšak jezero nikdy nehrálo významnou roli v obchodu s kožešinami, neboť zde bylo založeno jenom pár nejzazších obchodních stanic, které fungovaly jen po krátká období. Dnes poskytují přístup k jezeru silnice Highway 102, která končí v Southendu, a silnice Highway 302.

## Rybolov
Průmyslový rybolov je nejdůležitějším hospodářským odvětvím této oblasti a i sportovní rybáře to sem táhne díky zdejším čistým a hlubokým vodám. Běžným úlovkem zde jsou štiky trofejní velikosti. Lze se tu běžně setkat s candáty druhu Sander vitreus (anglicky walleye), okouny druhu Perca flavescens (anglicky yellow perch), štikami druhu Esox lucius (anglicky northern pike), siveny druhu Salvelinus namaycush (anglicky lake trout), lipany severními, síhy druhu Coregonus clupeaformis (anglicky lake whitefish), síhy druhu Coregonus artedi (anglicky cisco), mníky, pakaprovci druhu Catostomus commersonii (anglicky white sucker) a pakaprovci druhu Catostomus catostomus (anglicky longnose sucker).